# Herophydrus heros
Herophydrus heros är en skalbaggsart som beskrevs av Sharp 1882. Herophydrus heros ingår i släktet Herophydrus och familjen dykare. Inga underarter finns listade i Catalogue of Life.